# Савицкий, Михаил Алексеевич
Михаил Алексеевич Савицкий (1890—1984) — советский военный лётчик, инженер, инициатор организации производства парашютов в СССР.

## Биография
Окончил Гатчинскую школу военных лётчиков и обязательные теоретические авиационные курсы при Петроградском политехническом институте (1916). В Гражданскую войну командовал авиаотрядом. Окончил Военно-воздушную академию РККА имени профессора Н. Е. Жуковского (1928). Перед отъездом из Москвы в Севастополь к месту службы Савицкого встретил председатель секции самолётостроения научно-технического комитета С. Ильюшин предложил ему заняться парашютостроением.
В первой опытной мастерской-лаборатории по изготовлению парашютов Савицкого, в небольшом здании в Арсеньевском переулке Замоскворецкого района Москвы, вначале работали всего восемь специалистов. В это время в России испытывались и изучались парашюты различных иностранных фирм и отечественный — конструкции Глеба Котельникова. Выбор пал на изделие фирмы «Ирвинг эйр Шют», чей парашют спас жизнь Михаилу Громову. На завод этой фирмы и был командирован Савицкий. Газета «Буффало курьер экспресс» 11 июня 1930 года сообщала, что прибывший «мистер Савицкий имеет намерение провести месяц для тщательного изучения технологии производства и применения парашютов в авиации». После возвращения Савицкого в СССР в зданиях бывшей ситценабивной фабрики в Тушине был организован парашютный завод; одновременно при управлении ВВС РККА был создан конструкторский отдел под руководством военного летчика П. И. Гроховского. Через полтора года завод поменял свой адрес: в Тушине для него были построены новые просторные цеха. Савицкий, под эгидой которого новый завод (получивший название завод № 51 НКАП СССР) проектировался и возводился, успел переместить производство на новое место, но на том его карьера директора и оборвалась. К концу 1931 года на нём было изготовлено более 5 тыс. парашютов, в том числе 70 специальных десантных ПД-1 конструкции Савицкого.
М. А. Савицким были привлечены к работам молодые кадры: Н. А. Лобанов и И. Л. Глушков.
На пять конструкторских разработок М. А. Савицкий получил авторские свидетельства. В 1930-е годы предложению летчика К. Благина Савицким был разработан парашют для десантирования экипажа в количестве шести человек в специальной лодке, а также для одного бойца-десантника. Он был одним из конструкторов первых парашютов отечественного производства — ПЛ-1 (парашют летчик), ПТ-1 (парашют тренировочный); вместе с И. Л. Глушковым разработал гондольный парашют для стратостата «СССР-1 бис»; такой парашют включался в комплект стратостата впервые в мировой практике — с его помощью гондола могла в аварийной ситуации спуститься, отделившись от оболочки стратостата.
Автор многих научных трудов. Удостоен диплома Поля Тиссандье. Награждён орденами Красного Знамени, Трудового Красного Знамени, Красной Звезды, медалями.